# Gomphus (libélulas)
Gomphus é um gênero de libélulas da família Gomphidae.

## Espécies
- Gomphus abbreviatus Hagen in Selys, 1878
- Gomphus acutus Bartenev, 1930
- Gomphus adelphus Selys, 1858
- Gomphus amseli Schmidt, 1961
- Gomphus apomyius Donnelly, 1966
- Gomphus australis (Needham, 1897)
- Gomphus borealis Needham, 1901
- Gomphus cavillaris Needham, 1902
- Gomphus consanguis Selys, 1879
- Gomphus crassus Hagen in Selys, 1878
- Gomphus davidi Selys, 1887
- Gomphus descriptus Banks, 1896
- Gomphus dilatatus Rambur, 1842
- Gomphus diminutus Needham, 1950
- Gomphus epophtalmus Selys, 1872
- Gomphus exilis Selys, 1854
- Gomphus externus Hagen in Selys, 1858
- Gomphus flavicornis Needham, 1931
- Gomphus fraternus (Say, 1840)
- Gomphus geminatus Carle, 1979
- Gomphus gonzalezi Dunkle, 1992
- Gomphus graslinellus Walsh, 1862
- Gomphus graslinii Rambur, 1842[1]
- Gomphus hodgesi Needham, 1950
- Gomphus hoffmanni Needham, 1931
- Gomphus hybridus Williamson, 1902
- Gomphus kinzelbachi Schneider, 1984
- Gomphus kurilis Hagen in Selys, 1858
- Gomphus lineatifrons Calvert, 1921
- Gomphus lividus Selys, 1854
- Gomphus lucasii Selys, 1849
- Gomphus lynnae Paulson, 1983
- Gomphus militaris Hagen in Selys, 1858
- Gomphus minutus Rambur, 1842
- Gomphus modestus Needham, 1942
- Gomphus oklahomensis Pritchard, 1935
- Gomphus ozarkensis Westfall, 1975
- Gomphus parvidens Currie, 1917
- Gomphus pulchellus Selys, 1840[1]
- Gomphus quadricolor Walsh, 1863
- Gomphus rogersi Gloyd, 1936
- Gomphus sandrius Tennessen, 1983
- Gomphus schneiderii Selys in Selys & Hagen, 1850[1]
- Gomphus septima Westfall, 1956
- Gomphus simillimus Selys, 1840[1]
- Gomphus spicatus Hagen in Selys, 1854
- Gomphus vastus Walsh, 1862
- Gomphus ventricosus Walsh, 1863
- Gomphus viridifrons Hine, 1901
- Gomphus vulgatissimus (Linnaeus, 1758)[2][1]
- Gomphus westfalli Carle & May, 1987